# حقل موتر

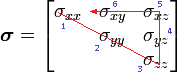
تدوين فويجت القاعدة التذكيرية

في الرياضيات والفيزياء، حقل الموتر يعين موتر أن كل نقطة من الفضاء الرياضي (عادة اقليدي الفضاء أو متعددة). الممتدات تستخدم في الهندسة التفاضلية، معادلات حدودية، النسبية العامة، في تحليل الإجهاد والضغط في المواد في العديد من التطبيقات في العلوم الفيزيائية. كما موتر هو التعميم من العددية (نقية رقم يمثل القيمة، مثل طول) ناقلات (هندسي السهم في الفضاء)، موتر مجال التعميم من العددية حقل أو مجال مكافحة ناقلات أن يعين على التوالي العددية أو متجه إلى كل نقطة من الفضاء.
العديد من الهياكل الرياضية يسمى «الموتر» الممتدات. على سبيل المثال، ريمان انحناء موتر ليس موتر، كما يوحي الاسم، لكن موتر الميدانية: سميت برنهارد ريمان و الزميلة موتر أن كل نقطة من ريمانيان متعددة، وهو الطوبوغرافية الفضاء.

## مقدمة هندسية
حدسي، متجه المجال هو أفضل تصور «السهم» تعلق على كل نقطة من المنطقة، مع طول متغير والتوجيه. مثال واحد من حقل متجه على الفضاء المنحني هو الطقس خريطة عرض أفقي سرعة الرياح في كل نقطة من سطح الأرض.
الفكرة العامة مجال الموتر يجمع بين متطلبات أكثر ثراء الهندسة – على سبيل المثال، الإهليلجي متفاوتة من نقطة إلى نقطة، في حالة متري موتر – مع فكرة أننا لا نريد فكرتنا تعتمد على أسلوب معين من الخرائط السطحية. يجب أن توجد بشكل مستقل من خطوط الطول والعرض، أو أيا كان خاصة «عرض الخرائط» نحن تستخدم لإدخال العددية الإحداثيات.

## عبر تنسيق التحولات
بعد اضافه (Schouten (1951) و (McConnell (1957) ، مفهوم موتر يعتمد على مفهوم الإطار المرجعي (أو تنسيق النظام)، والتي قد تكون ثابتة (نسبة إلى بعض الخلفية الإطار المرجعي) يجوز أن تختلف في بعض فئة من التحولات من هذه الأنظمة الإحداثية.
على سبيل المثال، إحداثيات n- ينتمون للأبعاد الحقيقية وتنسيق الفضاء {\displaystyle } قد يكون تعسفا أفيني التحولات:
{\displaystyle x^{k}\mapsto A_{j}^{k}x^{j}+a^{k}}
(مع n-الأبعاد والمؤشرات الجمع ضمنية). على المتجهات المتغايره، أو covector ، هو نظام من الوظائف {\displaystyle } التي تتحول تحت هذا التحول من القاعدة: {\displaystyle v_{k}\mapsto v_{i}A_{k}^{i}.}
قائمة الديكارتي تنسيق ناقلات أساس {\displaystyle } تحول كما covector ، حيث ظل التحول أفيني {\displaystyle }. أ contravariant ناقلات هو نظام وظائف {\displaystyle } الإحداثيات أنه بموجب هذه أفيني التحول يخضع التحول: {\displaystyle v^{k}\mapsto (A^{-1})_{j}^{k}v^{j}.}
هذا هو على وجه التحديد شرط اللازمة لضمان أن كمية {\displaystyle } هو الثابت الكائن التي لا تعتمد على نظام الإحداثيات الذي تم اختياره. أكثر عموما، موتر من فالنسيا (p,q) الطابق السفلي والمؤشرات q الأعلى المؤشرات، مع التحول القانون: {\displaystyle {T_{i_{1}\cdots i_{p}}}^{j_{1}\cdots j_{q}}\mapsto A_{i_{1}}^{i'_{1}}\cdots A_{i_{p}}^{i'_{p}}{T_{i'_{1}\cdots i'_{p}}}^{j'_{1}\cdots j'_{q}}(A^{-1})_{j'_{1}}^{j_{1}}\cdots (A^{-1})_{j'_{q}}^{j_{q}}.}
مفهوم موتر مجال يمكن الحصول عليها عن طريق متخصصة يسمح تنسيق التحولات على نحو سلس (أو للاختلاف التحليلية، إلخ). أ covector مجال دالة {\displaystyle } الإحداثيات التي تحول قبل Jacobian الانتقال وظائف (في الصف). كما contravariant مجال مكافحة ناقلات {\displaystyle } تحول طريق معكوس Jacobian.

## حزمة متجهة
هناك فكرة ناقلات حزمة، وهو الطبيعية فكرة «الفضاء ناقلات اعتمادا على معايير» – المعلمات يجري في مشعب م. على سبيل المثال ناقلات الفضاء من بعد واحد اعتمادا على زاوية يمكن أن تبدو وكأنها Möbius غزة فضلا عن اسطوانة. نظرا ناقلات حزمة الخامس على M, الحقل المقابل مفهوم يسمى قسم من الحزمة: m متفاوتة على M, اختيار ناقلات: vm in Vm,
مجال الفضاء  الخاص في م.
منذ موتر المنتج مفهوم مستقل عن أي خيار من الاساس أخذ موتر المنتج اثنين من ناقلات حزم على م هو الروتين. بدءا من الظل باقة (حزمة من مساحات الظل) الجهاز كله هو موضح في العنصر العلاج المجاني من التنسورات يحمل أكثر بطريقة روتينية – مرة أخرى بشكل مستقل من الإحداثيات، كما ذكر في المقدمة.
ولذلك يمكن أن تعطي تعريفا موتر الميدانية ، وهي بمثابة الفرع من بعض موتر حزمة. (هناك ناقلات حزم التي لا موتر حزم: Möbius الفرقة على سبيل المثال.) ثم هذا هو مضمون المحتوى الهندسي، لأن كل شيء قد تم القيام به في وسيلة جوهرية. على نحو أدق، موتر مجال يسند إلى أي نقطة من المنوع العضلة الشادة في الفضاء: {\displaystyle }
حيث V هو الظل الفضاء في هذه النقطة V∗ هو وظل التمام الفضاء. انظر أيضا الظل حزمة، وظل التمام حزمة.
نظرا اثنين من موتر حزم E → M و F → M, الخطي خريطة A: Γ(E) → Γ(F) من مساحة أقسام هـ إلى أقسام و يمكن أن تعتبر نفسها موتر القسم {\displaystyle } إذا وفقط إذا استوفى أ(خ,...) = fA(s,...) في كل حجة، حيث f هو على نحو سلس وظيفة م. وبالتالي موتر ليس فقط الخطي خريطة على ناقلات الفضاء من الأقسام، ولكن ج∞(م)-الخطية خريطة على وحدة من أقسام. يتم استخدام هذه الخاصية إلى التحقق، على سبيل المثال، أنه على الرغم من أن الكذب المشتقة والتغاير المشتقة ليست التنسورات، الالتواء وانحناء التنسورات بنيت منها.

## التدوين
تدوين الممتدات في بعض الأحيان يمكن أن يكون مشوش مماثلة إلى تدوين موتر المساحات. وهكذا ظل حزمة TM = T(M) قد تكون في بعض الأحيان كما هو مكتوب: {\displaystyle }
إلى التأكيد على أن الظل حزمة هو مجموعة الفضاء (1,0) الممتدات (أي حقول المتجهات) على مشعب م. هذا وينبغي عدم الخلط مع مشابهة جدا تبحث التدوين: {\displaystyle };
في الحالة الأخيرة، لدينا واحد فقط موتر الفضاء، في حين أنه في السابق، لدينا موتر مساحة محددة لكل نقطة في مشعب م.
مجعد (النصي) الحروف تستخدم أحيانا للدلالة على مجموعة من بلا حدود-للاختلاف الممتدات على م. وهكذا،: {\displaystyle {\mathcal {T}}_{n}^{m}(M)}
هي أقسام (m,n) موتر على حزمة M والتي هي بلا حدود-للاختلاف. أ موتر المجال هو عنصر من عناصر هذه المجموعة.

## تعتبرC∞(م) وحدة القياس
هناك أخرى أكثر تجريدا (ولكن في كثير من الأحيان مفيدة) طريقة تميز الممتدات على مشعب م مما يجعل الممتدات إلى صادقا التنسورات (أي واحد multilinear تعيينات)، على الرغم من نوع مختلف (على الرغم من أن هذا ليس عادة لماذا كثيرا ما يقول «موتر» متى يعني «موتر الميدان»). أولا، ونحن قد تنظر في مجموعة من سلسة (ج∞) حقول المتجهات على M, {\displaystyle } (انظر القسم على منهج أعلاه) مسافة واحدة &3; وحدة على حلقة من سلسة من المهام، ج∞(م)، pointwise العددية الضرب. مفاهيم multilinearity وموتر المنتجات تمتد بسهولة إلى حالة من وحدات أكثر من أي تبادلي الخاتم.
مثل تحفيز سبيل المثال، والنظر في الفضاء {\displaystyle } على نحو سلس covector الحقول (1-أشكال) وحدة على نحو سلس وظائف. وهذه تعمل على نحو سلس حقول المتجهات إلى العائد على نحو سلس المهام pointwise التقييم وهي إعطاء covector مجال ω وحقل متجه X, نحدد: (ω(X))(p) = ω(p)(X(p)).
بسبب pointwise طبيعة كل شيء المعنية، والعمل من ω على X هو C∞(م)-الخطية الخريطة، وهذا هو،: (ω(fX))(p) = f(p) ω(p)(X(p)) = (fω)(p)(X(p))
أي ف في م وسلس الدالة f. وهكذا يمكننا الصدد covector المجالات ليس فقط في أقسام وظل التمام حزمة، ولكن أيضا الخطية تعيينات من حقول المتجهات في الوظائف. قبل مزدوجة مزدوجة البناء حقول المتجهات وبالمثل يمكن التعبير عن تعيينات من covector الحقول في وظائف (أي يمكننا أن نبدأ «أصلا» مع covector المجالات والعمل من هناك).
في كامل بالتوازي مع بناء واحد عادي التنسورات (لا حقول!) على م كما multilinear الخرائط على ناقلات covectors يمكننا الصدد العامة (k,l) الممتدات على م كما ج∞(م)-multilinear خرائط المعرفة على l نسخ من {\displaystyle } و ك نسخ من {\displaystyle } في C∞(م).
الآن إعطاء أي التعسفي الخرائط T من نتاج ك نسخ من {\displaystyle } و أنا نسخ من {\displaystyle } في C∞(م)، اتضح أنه ينشأ من موتر الميدانية على م إذا وفقط إذا كان multilinear على C∞(م). وبالتالي هذا النوع من multilinearity ضمنا عن حقيقة أننا حقا التعامل مع pointwise-تعريف كائن، أي موتر الميدانية، في مقابل وظيفة، حتى عندما يتم تقييمها في نقطة واحدة، يعتمد على جميع القيم مجالات مكافحة ناقلات 1-الأشكال في وقت واحد.
كثرة سبيل المثال تطبيق هذه القاعدة العامة تبين أن ليفي-Civita الصدد، وهو رسم الخرائط على نحو سلس حقول المتجهات {\displaystyle } أخذ زوج من حقول المتجهات على حقل متجه، لا يعرف موتر الميدانية على م. هذا هو لأنه هو الوحيد R-الخطية في Y (من الكامل ج∞(م)-الخطي، استوفى Leibniz القاعدة،  {\displaystyle })). ومع ذلك، يجب التأكيد على أنه على الرغم من أنه ليس موتر المجال، فإنه لا يؤهل هندسية كائن مكون خالية من التفسير.

## التطبيقات
انحناء موتر يتم مناقشتها في الهندسة التفاضلية والإجهاد–الطاقة موتر مهم في الفيزياء والرياضيات من هذه الصلة من خلال نظرية آينشتاين في النسبية العامة.
في الكهرومغناطيسية، الكهربائية والمجالات المغناطيسية هي مجتمعة في الكهرومغناطيسي موتر المجال.
ومن الجدير بالذكر أن تفاضلية النماذج المستخدمة في تحديد التكامل على الأنابيب المتفرعه، هي نوع من موتر المجال.

## موتر حساب التفاضل والتكامل
في الفيزياء النظرية وغيرها من المجالات، المعادلات التفاضلية المطروحة من حيث الممتدات توفر العامة وسيلة للتعبير عن العلاقات التي هي على حد سواء هندسية في الطبيعة (مضمونة من قبل موتر الطبيعة) تقليديا مرتبط إلى حساب التفاضل والتكامل. حتى أن صياغة مثل هذه المعادلات يتطلب الطازجة مفهوم، covariant المشتقة. هذا مقابض صياغة الاختلاف من موتر الميدانية على طول وهو متجه المجال. الأصلي المطلق حساب التفاضل المفهوم الذي كان يسمى في وقت لاحق موتر حساب التفاضل والتكامل ، أدى إلى عزل هندسية مفهوم الاتصال.

## التواء بواسطة خط حزمة
امتدادا موتر الميدانية فكرة يتضمن إضافية خط حزمة ل على م. إذا W هو موتر المنتج حزمة من الخامس مع L ، ثم ث هو مجموعة من المتجهات المساحات من نفس البعد الخامس. هذا يسمح لأحد أن تعريف مفهوم موتر الكثافة ، «الملتوية» نوع من موتر المجال. أ موتر الكثافة هو حالة خاصة حيث L هو حزمة من الكثافة على مشعب ، وهي المحددات حزمة من وظل التمام حزمة. (أن تكون صارمة ودقيقة واحدة ينبغي أيضا تطبيق القيمة المطلقة إلى الانتقال وظائف – هذا يجعل الفارق ضئيل بالنسبة للتوجيه متعددة.) تقليدية أكثر تفسير رؤية موتر كثافة المادة.
ميزة واحدة من حزمة من كثافة (مرة أخرى على افتراض orientability) L هو أن Ls -تحديد العدد الحقيقي قيم s; وهذا يمكن أن تقرأ من الانتقال الوظائف، والتي تأخذ بدقة القيم الايجابية الحقيقية. وهذا يعني على سبيل المثال أننا يمكن أن تأخذ نصف كثافةالقضية حيث s = نصف. بشكل عام يمكننا اتخاذ أقسام ث ، موتر المنتج من الخامس مع Ls, والنظر في موتر كثافة حقول مع الوزن s.
نصف الكثافة يتم تطبيقها في مجالات مثل تحديد جزء لا يتجزأ من المشغلين على الفتحات وهندسية تكميم.

## شقة القضية
عندما يكون M هو اقليدي الفضاء وفي كل الميادين إلى أن تكون ثابتة عن طريق الترجمات من قبل ناقلات م, نعود إلى الحالة التي يكون فيها موتر مجال مرادف موتر 'يجلس في الأصل'. هذا لا ضرر عظيم، وهو غالبا ما تستخدم في التطبيقات. كما ينطبق على موتر الكثافة، لا تحدث فرقا. حزمة من الكثافة لا يمكن أخذه مأخذ الجد تعريف 'في نقطة'; وبالتالي الحد من المعاصرة الرياضية علاج العضلات الشاده هو هذا موتر كثافة محددة بطريقة ملتوية.

## Cocycles وسلسلة القواعد
كما متقدم شرح موتر مفهوم واحد يمكن تفسير قاعدة السلسلة في متعدد المتغيرات الحالة، كما ينطبق على تنسيق التغييرات أيضا شرط متسقة ذاتيا مفاهيم موتر مما أدى إلى الممتدات.
تجريدي، يمكننا تحديد قاعدة السلسلة 1-cocycle. أنه يعطي الاتساق المطلوب لتحديد الظل حزمة في وسيلة جوهرية. أخرى ناقلات حزم من التنسورات مماثلة cocycles التي تأتي من تطبيق functorial خصائص موتر الإنشاءات إلى قاعدة السلسلة نفسها. هذا هو السبب في أنها هي أيضا الجوهرية (قراءة، 'الطبيعية') المفاهيم.
ما عادة ما تحدث عن 'الكلاسيكية' نهج التنسورات يحاول قراءة هذا إلى الوراء وبالتالي الكشف عن مجريات الأمور، اللاحق النهج وليس حقا التأسيسية. ضمنا في تعريف التنسورات من قبل كيفية تحويل بموجب تنسيق تغير هو نوع من الاتساق الذاتي في cocycle عن. بناء موتر الكثافة 'التواء في cocycle. الهندسة لم تكن في أي شك حول هندسية طبيعة موتر كميات; هذا النوع من النسب حجة يبرر تجريدي النظرية بأكملها.

## التعميمات

### موتر الكثافة
مفهوم موتر مجال يمكن تعميمها من خلال النظر في الأشياء التي تحول بشكل مختلف. كائن الذي يحول عادي موتر الميدان تحت تنسيق التحولات، إلا أنه هو أيضا مضروبا محددا من Jacobian معكوس تنسيق التحول إلى ثث السلطة، ويسمى موتر الكثافة مع الوزن w. Invariantly في لغة multilinear الجبر، يمكن التفكير في موتر كثافات multilinear خرائط أخذ القيم في كثافة حزمة مثل (1-الأبعاد) مساحة n-أشكال (حيث n هو البعد من الفضاء)، بدلا من أخذ القيم في ص. أعلى «الأوزان» ثم فقط تتوافق مع أخذ إضافية موتر المنتجات مع هذا الفضاء في مجموعة.
حالة خاصة هي الكثافة العددية. عددي 1-الكثافة أهمية خاصة لأنه من المنطقي أن تحدد جزءا لا يتجزأ من أكثر المنوع. تظهر على سبيل المثال في اينشتاين–هيلبيرت العمل في النسبية العامة. المثال الأكثر شيوعا العددية 1-الكثافة هو حجم العنصرالذي في وجود متري موتر ز هو الجذر التربيعي لها محددا في الإحداثيات الرمز {\displaystyle }. موتر المتري هو التغاير موتر من أجل 2 وهكذا حاسم المقاييس من خلال مربع تنسيق المرحلة الانتقالية:
{\displaystyle \det(g')=\left(\det {\frac {\partial x}{\partial x'}}\right)^{2}\det(g)}
وهو التحول القانون الكثافة العددية من الوزن +2.
أكثر عموما، أي موتر كثافة المنتج عادي موتر مع الكثافة العددية من الوزن المناسب. في لغة ناقلات حزم، محددا حزمة من الظل حزمة هو خط حزمة التي يمكن استخدامها 'تطور' الأخرى حزم ث مرات. في حين محليا أكثر العامة قانون التحول يمكن أن يكون في الواقع تستخدم في التعرف على هذه العضلات الشاده، هناك العالمية السؤال الذي يطرح نفسه، مما يعكس ذلك في التحول القانون قد يكتب إما Jacobian محددا، أو قيمته المطلقة. غير يتجزأ صلاحيات (إيجابية) الانتقال وظائف حزمة من الكثافة معنى له، حتى أن وزن كثافة بهذا المعنى لا يقتصر على القيم الصحيحة. تقييد التغييرات الإحداثيات إيجابية Jacobian المحدد هو ممكن على للتوجيه الانابيب المتفرعه، لأن هناك ثابت العالمية طريقة للقضاء على ناقص علامات؛ لكن على خلاف ذلك الخط حزمة من الكثافة والخط حزمة من n-أشكال متميزة. لمعرفة المزيد عن معنى جوهري، انظر الكثافة على مشعب.